# Monte Tchota
Le Monte Tchota est une montagne de l'île de Santiago au Cap-Vert.

## Géographie
Son altitude est de 1 041 m. Il fait partie du parc naturel de la Serra do Pico de Antónia et se trouve à 1,5 km au sud-est du Pico da Antónia, le point culminant de l'île. Le village de Rui Vaz se trouve à 3 km à l'est.